# Claudete Rufino

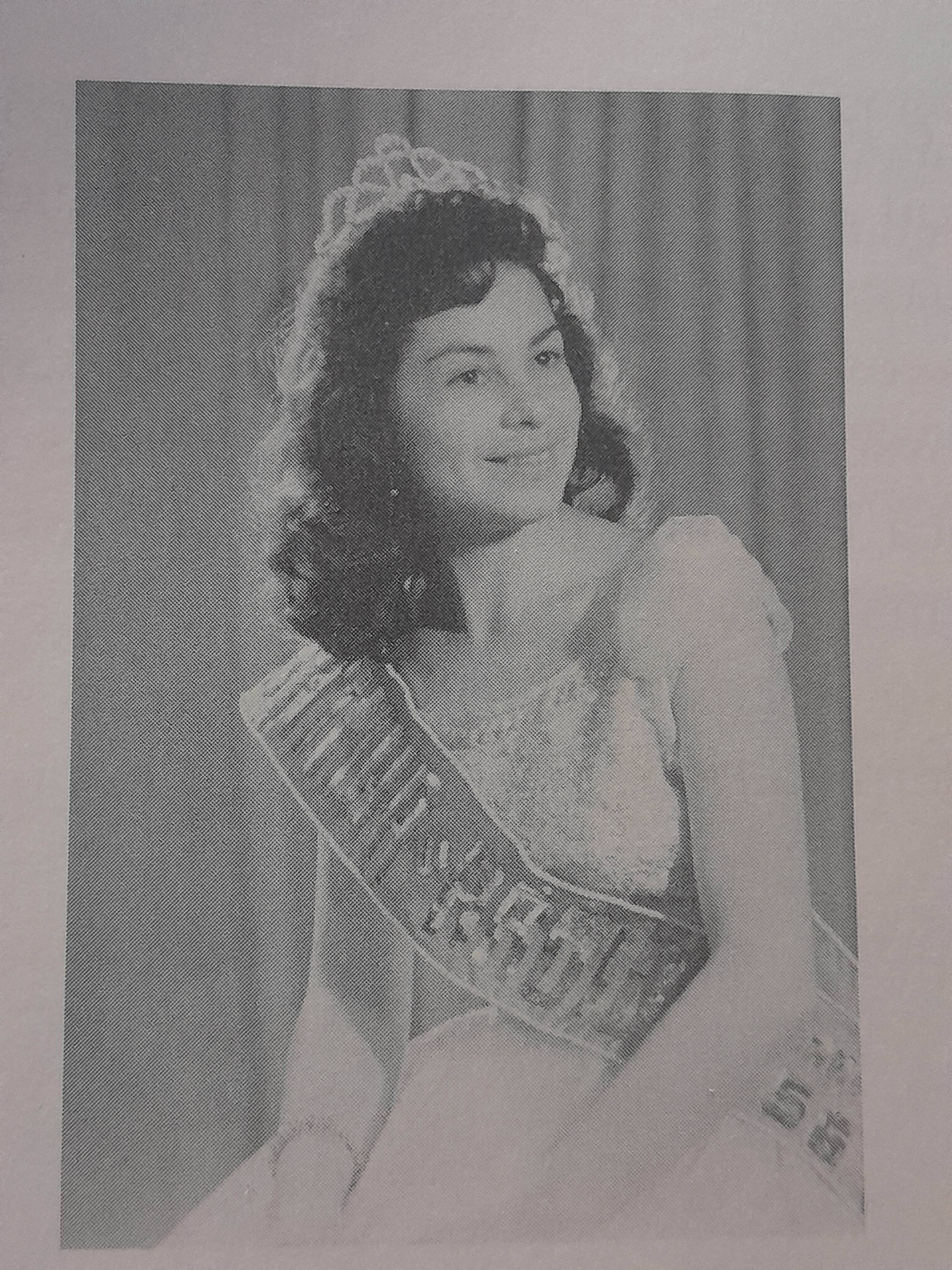
Claudete Rufino foi Rainha do Rádio por três vezes consecutivas, de 1957 a 1959.

Claudete Rufino (nome de casada: Claudete Rufino Pereira; Curitiba, 6 de dezembro de 1933 – Curitiba, 19 de agosto de 2024 – Curitiba) foi uma cantora soprano lírica brasileira.
"Soprano lírico, curitibana de nascimento, começou sua vida profissional na Rádio Clube Paranaense onde atuou exclusivamente por 23 anos (1947-1970), sendo eleita a “Rainha do Rádio” (l956-1957) e em 1958 eleita pela “Revista do Rádio”, do Rio de Janeiro, como a melhor cantora do rádio do Paraná. No Governo de Moysés Lupion (sic) foi agraciada como uma bolsa de estudos com a renomada professora Cristina Maristany, no Rio de Janeiro. Claudete gravou diversos discos pela RCA-Victor em especial, “Ondas do Iapó” do maestro Bento Mossorunga (sic). Fez grande sucesso em vários programas da Rádio Nacional carioca, a emissora de maior audiência na época do Brasil, inclusive no programa mais popular do pais “Cesar de Alencar”. Se apresentou por mais de 40 cidades do sul além de São Paulo, apresentando-se, com sucesso também em Florianópolis e Porto Alegre. Em Curitiba se apresentou com garbo no Teatro Guaíra e em 1996, no Dia Internacional da Mulher, recebeu o titulo “A Pioneira da Cultura Paranaense”, numa homenagem do Governo do Estado". (Memórias Paraná)

## Carreira
Em 19 de outubro de 1947,com apenas 13 anos de idade se apresenta pela primeira vez no Programa de Auditório de Aldo Silva (de pseudônimo, Rui Gil) na Rádio Clube Paranaense RB2, tambem conhecida popularmente como "Bedois", em homenagem ao aniversário de seu pai. A bela apresentação da menina chamou a atenção da diretoria da rádio e resultou em um convite para participar do programa de maneira regular. Na época foi necessária um orde expressa do juizado de menores autorizando sua participação nos programas noturnos. 
Fazia parte da programação erudita na Bedois. Em programas de auditório cantou ao lado de Gregório Barrios, Pedro Vargas, Trio Los Panchos e outros ídolos internacionais com afinidade com a América Latina. Quando um cantor de sucesso visitava Curitiba, Claudete era incluída na programação, com artista paranaense anfitriã. Também cantou com Gino Bechi, barítono italiano. 
A Rádio pagava à cantora aulas de aperfeiçoamento vocal com a cantora alemã Gertrud Schneider Axé ( Leipzig, 19 de dezembro de 1891 - Curitiba, 26 de junho de 1969). Nesta época, Claudete ganhou uma bolsa de estudos do então governador do Estado do Paraná, Moisés Lupion,  para estudar por seis meses no Rio de Janeiro. Na banca examinadora estava o maestro Bento Mossurunga.

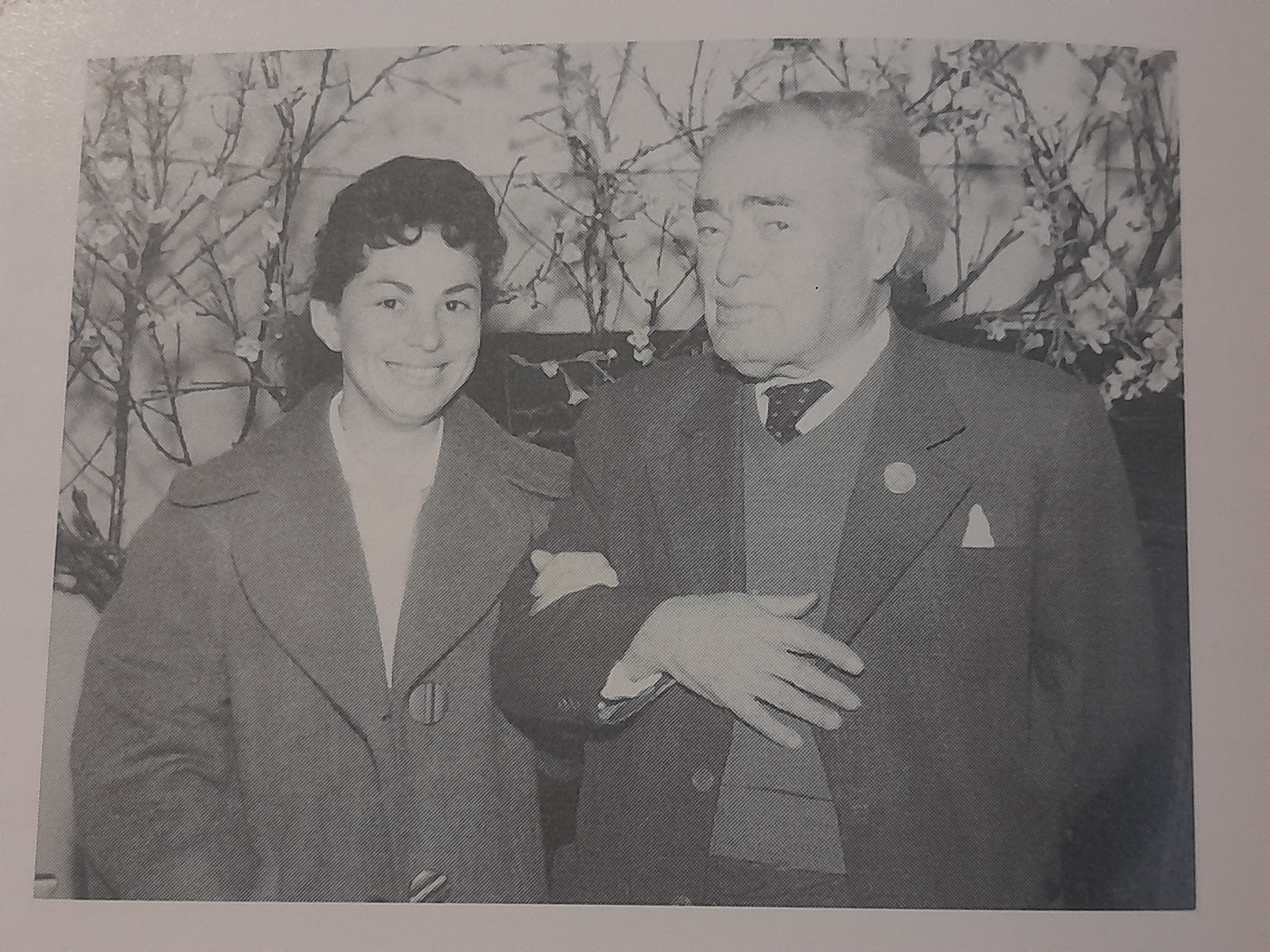
Claudete Rufino e o maestro Bento Mossurunga.

No Rio de Janeiro estudou com Cristina Maristani e Nícia Silva de Abreu, que era sogra de Vicente Celestino, importante tenor com quem Claudete faria frequentes duetos. Participou de programas famosos, como "Gente que Brilha", de Paulo Roberto, "Papel Carbono", de Renato Murce, e "Programa César de Alencar". Tambem foi convidada, representando o Paraná e a RB2 para participar do programa da Rádio Nacional "Hora do Lanche", comandado por Celso Guimarães.

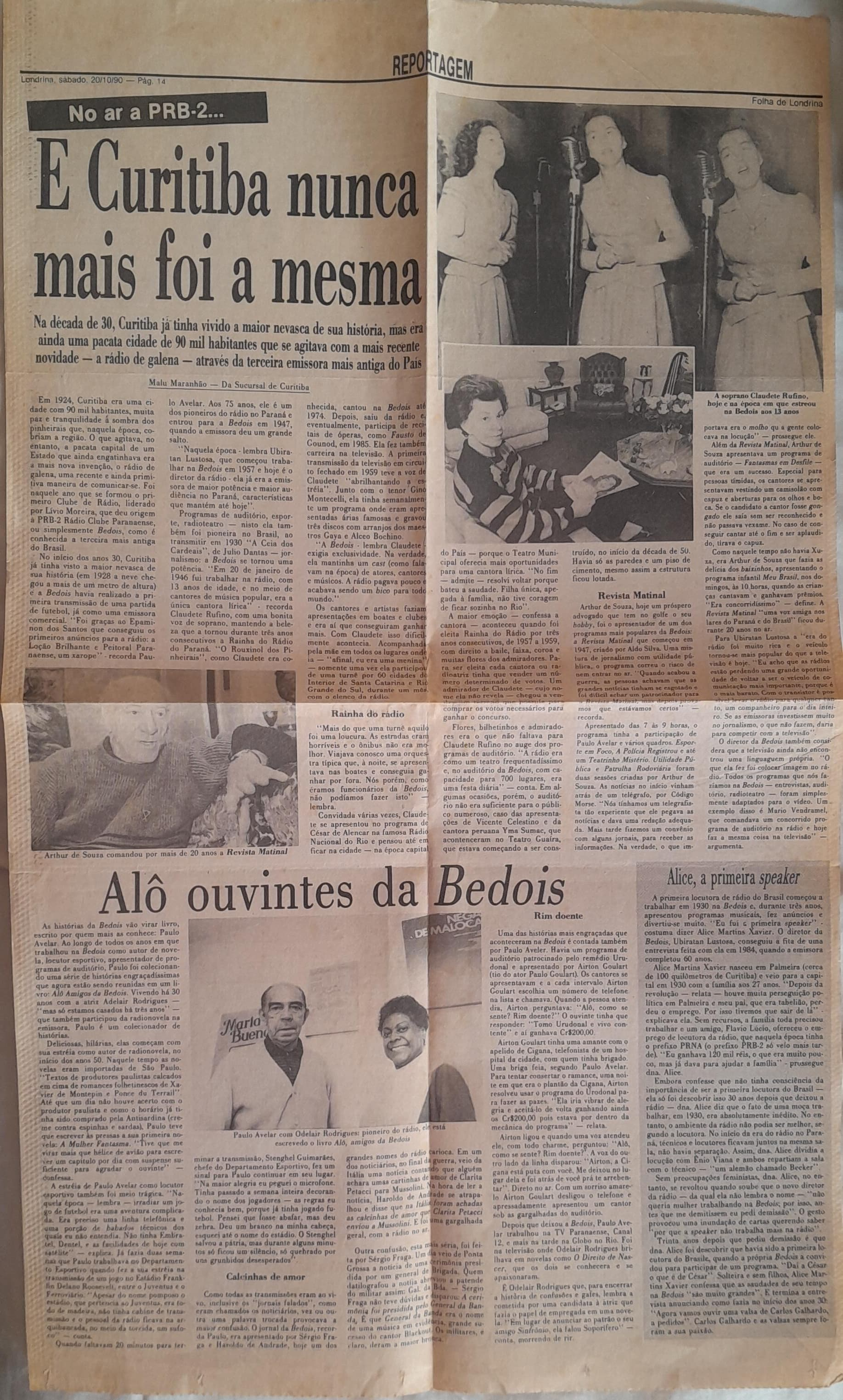
Folha de Lodrina, sábado, 20/10/1990.

Aos 18 anos de idade recebu o título de Melhor Cantora de Músicas Finas, e em 1956 foi eleita a Rainha do Rádio do Paraná, pela Associação dos Radialistas do Paraná, recebendo o título três vezes consecutivamente. Em 1958 recebeu a medalha de Melhor Cantora do Paraná, oferecida pela Revista do Rádio, do Rio de Janeiro. Em 1959 recebeu o Microfone de Ouro, como melhor cantora delo Jornal Diário do Paraná. Reconhecida no rádio, e mobilizando uma legião de fãs, parrticipou da inauguração da TV Paranaense Canal 12, onde manteve um programa por dois anos.
"O Rouxinol dos Pinheirais", como Claudete era conhecida, cantou na Bedois até 1974. Depois saiu da rádio e, eventulamente participa de recitais de óperas, como Fausto de Gounoud, em 1985. Ela fez tambem carreira na televisão. A primeira transmissão da televisão em circuito fechado em 1959 teve a voz  de Claudete "abrilhantando a estreia". Junto com o tenor Gino Montecelli, ela tinha semanalmente um programa onde eram apresentadas árias famosas e gravou três discos com arranjos dos maestros Gaya e Alceo Bochino.

## Discografia[7][8]
- Disco CANTO DA SAUDADE (Alberto Costa) - Claudete Rufino  - Orquestra  - Rca Victor 80-1782 - 1957
- Disco FILLES DE CADIX, LES (L. Delibes) Claudete Rufino  Orquestra -  Rca Victor 80-1741 - 1957
- Disco LA VIOLETERA (José Padilla, Eduardo Montesinos) Claudete Rufino  Orquestra  - Rca Victor 80-1782 - 1957
- Disco ONDAS DO IAPÓ (Bento Mossurunga, José Gelbck) Claudete Rufino  Orquestra -  Rca Victor 80-1741 - 1957